# Пустищні ліси Сундаленду
Пустищні ліси Сундаленду (ідентифікатор WWF: IM0161) — індомалайський екорегіон тропічних та субтропічних вологих широколистяних лісів, розташований на Борнео та на островах Банка-Белітунг.

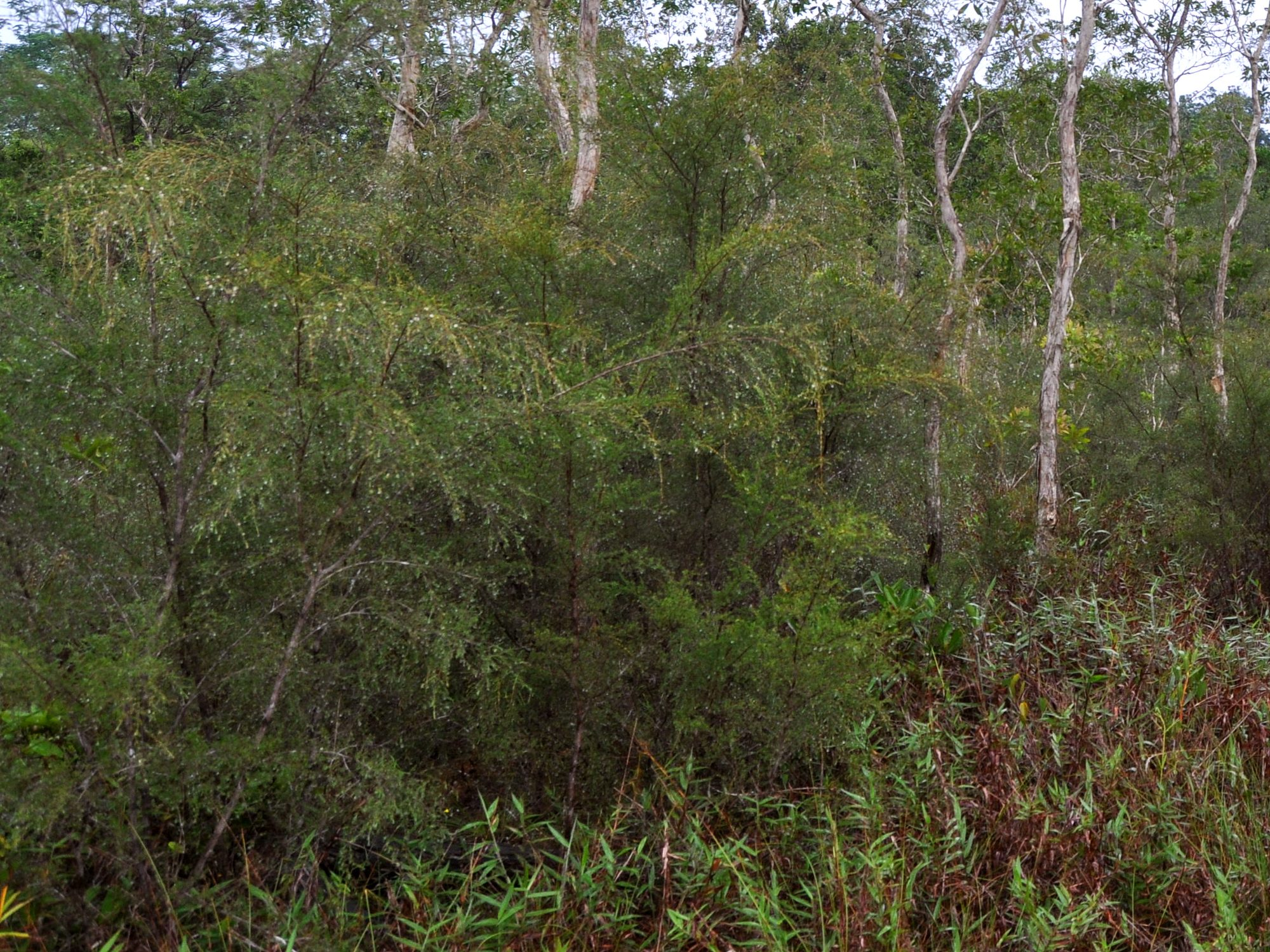
Пустищний ліс на острові Белітунг

## Географія
Екорегіон пустищних лісів Сундаленду охоплює низку ділянок, розташованих на острові Борнео або Калімантан, найбільшому острові Малайського архіпелагу. Переважна частина цих ділянок лежить у індонезійській частині острова, менша частина — на території малайзійського штату Саравак. Крім того, екорегіон охоплює острів Белітунг та північну і східну частини острова Банка. Ці індонезійські острови лежать між Калімантаном та Суматрою. В часи останнього льодовикового періоду, коли рівень Світового океану був більш ніж на 100 м нижчим, ніж зараз, острови Борнео, Банка, Белітунг, а також Малайський півострів та острови Суматра і Ява утворювали єдиний великий масив суходолу, відомий як Сундаленд. Це дозволяло рослинам, тваринам і людям вільно мігрувати між материковою Південно-Східною Азією та сучасним Калімантаном. Після завершення льодовикового періоду рівень моря піднявся, і Борнео був відділений від континенту та від інших островів морем. 
Пустищні ліси екорегіону, також відомі як ліси керангас, що ібанською мовою означає «земля, на якій не можна вирощувати рис», ростуть на добре дренованих кислих (менше 4 pH) білопіщаних ґрунтах з низьким вмістом глини, які утворилися з кремнистих материнських порід у постійно вологих умовах. Ці ґрунти зазвичай поширені серед пісковикових плато і пагорбів, а також на місці старих піщаних пляжів, які піднялися над рівнем моря у середині плейстоцену. Вони вкриті шаром торфу або гумусу, але після знищення природного рослинного покриву цей шар швидко зникає та оголює білий пісок, через що ліси керангас є надзвичайно вразливими. Якщо ґрунти перезволожуються і втрачають дренажну здатність, ліси керангас перетворюються у заболочені ліси керапах.
Піщані ґрунти екорегіону бідні на поживні речовини. Зазвичай вважалося, що речовиною, якої найбільш не вистачає рослинам у лісах керангас, є азот, тоді як у звичайних дощових лісах такою речовиною виступає фосфор. Інша гіпотеза полягає у тому, що оскільки ґрунти екорегіону є кислими, токсичність іонів водню перешкоджає росту неадаптованих видів. Крім того, висока кислотність ґрунтів перешкоджає розкладенню органічної речовини, що ще більше сповільнює кругообіг поживних речовин.

## Клімат
В межах екорегіону домінує вологий екваторіальний клімат (Af за класифікацією кліматів Кеппена). Середня температура тут коливається від 27 до 32 °C, а середньорічна кількість опадів перевищує 4000 мм.

## Флора
Пустищні ліси значно відрізняються від рівнинних дощових лісів за структурою. Вони мають невисокий однорідний лісовий намет, розташований на висоті 20 м над землею та густий підлісок. Високих емерджентних дерев, що підіймаються над лісовим наметом, тут зустрічається мало. Дерева у лісах керангас, часто ростуть близько одне до одного та зазвичай рясно вкриті мохами та епіфітами. Натомість ліси паданг є відносно відкритими, дерева та чагарники в них досягають лише 5 м заввишки, а у наземному шарі ростуть трави та осоки .
За сприятливих умов у керангасі зростають багато видів рослин, які зустрічаються у рівнинних вічнозелених дощових лісах, зокрема різні види шорей (Shorea spp.) та хопей (Hopea spp.) з родини діптерокарпових (Dipterocarpaceae), а також різні пальми (Arecaceae). За несприятливих умов діптерокарпові у лісах відсутні, а пальми є рідкісними. В екорегіоні поширені представники австралійських родин Миртові (Myrtaceae) та Казуаринові (Casuarinaceae), а також багато хвойних дерев, зокрема борнейські каурі (Agathis borneensis) та різні види дакридіумів (Dacrydium spp.) і ногоплідників (Podocarpus spp.). Серед інших дерев, поширених в керангасі, слід відзначити високу ештонію (Ashtonia excelsa), твердолистий калофіллум (Calophyllum sclerophyllum), іржастий калофіллум (Calophyllum ferrugineum), котелобіум Берка (Cotylelobium burckii), борнейський діптерокарпус (Dipterocarpus borneensis), мадуку Кертіса (Madhuca curtisii), чорницелисту хопею (Hopea vacciniifolia), малаккську компассію (Koompassia malaccensis), манго Хевіленда (Mangifera havilandi), глюту Беккарі (Gluta beccarii), ліловий меміцилон (Memecylon lilacinum), дрібноцвіту меццетію (Mezzettia parviflora), сизу маасію (Maasia glauca), яйцелисту шореб (Shorea ovata) та шкірясту ватіку (Vatica coriacea)
Пустищні ліси, як правило, менш різноманітні, ніж дощові ліси. Вони мають багато спільних рис із хмарними лісами, поширеними у високогір'ях екорегіону гірських дощових лісів Борнео, таких, як густий підлісок, велику кількість мохів та присутність хвойних дерев. Крім того, ліси керангас та керапах поділяють приблизно 146 видів дерев із торф'яно-болотними лісами Борнео. Серед таких видів слід відзначити білувату шорею (Shorea albida), товстолисту шорею (Shorea pachyphylla) та шорстку шорею (Shorea scabrida). Розмір листя у рослин, поширених в екорегіоні, як правило, менший, ніж у дерев, що ростуть у рівнинних дощових лісах. Деякі види рослин регіону мають невелике, тверде, товсте склерофільне листя як адаптацію до низького вмісту азоту та інших поживних речовин в ґрунті. Інші види, такі як шляхетні казуарини (Gymnostoma nobile), використовують різобії (бактерії, що фіксують азот) у своїх кореневих бульбочках.
Наземна рослинність у пустищних лісах зазвичай рідкісна, переважно представлена мохами, печіночниками, та великою кількістю хижих рослин. Наявність комахоїдних рослин може бути еволюційною реакцією на низький вміст азоту в ґрунті. Тут ростуть росички (Drosera spp.), листя яких вкрите довгими червоними волосками, які здатні утримувати комах, та пухирники (Utricularia spp.), на кінці стебла яких знаходиться порожнистий мішечок, вхід у який закритий волосками. Якщо комаха торкається цих волосків, рослина виділяє потік води, який затягує комаху у мішечок, де вона потім перетравлюється. Також в лісах екорегіону зростають шість видів непентесів (Nepenthes spp.), зокрема майже ендемічні двошпорові непентеси (Nepenthes bicalcarata), які зустрічаються лише у пустищних та торф'яно-болотних лісах. Серед інших рослин, що зустрічаються в підліску керангасу, слід відзначити мірмекодій (Myrmecodia spp.) та гіднофітумів (Hydnophytum spp.) з родини маренових (Rubiaceae). Ці рослини є мірмекофітами, тобто містять колонії мурах у своїх стеблах. Мурашки захищають листя рослини від гусені та інших членистоногих тварин, що поїдають його, а також забезпечують рослини необхідними поживними речовинами у вигляді мертвих комах, яких вони приносять у свої колонії.

## Фауна
Тварини у пустищних лісах стикаються з багатьма тими ж проблемами, що й у торф'яно-болотних лісах. Бідні на поживні речовини ґрунти спричиняють низьку продуктивність, тому рослини змушені захищатися від комах та інших рослиноїдних тварин за допомогою токсичних або несмачних сполук. Через ці несприятливі умови пустищні ліси характеризуються бідною фауною. Рослинноїдні примати, зокрема калімантанські орангутани (Pongo pygmaeus), борнейські білобороді гібони (Hylobates albibarbis) та сурілі Мюллера (Presbytis canicrus), менш поширені у керангасі, ніж у дощових лісах. 
Оскільки у пустищних лісах росте небагато фруктових дерев, плодоїдних птахів тут трапляються мало, а птахи-носороги, голуби та бюльбюлі майже повністю відсутні. Навіть комахоїдні птахи, зокрема червонокрилі жовни (Picus puniceus), великі торомби (Mulleripicus pulverulentus) та смугастокрилі дятли-коротуни (Meiglyptes tristis), менш численні у керангасі, ніж у прилеглих дощових лісах, що пояснюється меншою доступністю комах і дуже малою кількістю великих дерев. Серед птахів, що зустрічаються у пустищних лісах екорегіону, слід відзначити борнейських лофурів (Lophura pyronota), червоноголових куріпок (Haematortyx sanguiniceps), борнейських сорок (Platysmurus aterrimus), білобрових тимелій (Malacopteron albogulare), гачкодзьобих бюльбюлів (Setornis criniger), окулярців-крихіток (Heleia squamifrons) та борнейських квіткоїдів (Dicaeum monticolum)
Низьке видове різноманіття спостерігається й серед інших груп фауни, зокрема серед плазунів та земноводних. Так, у керангасі відсутні черепахи та близько половини видів жаб, ящірок і змій, які зустрічаються в інших лісах Калімантану. Нестача дрібних хребетних тварин також впливає на популяції місцевих хижаків.

## Збереження
Незважаючи на те, що періодична нестача води та неродючі ґрунти роблять пустищні ліси непридатними для ведення сільського господарства, це не рятує їх від навмисних підпалів та комерційної лісозаготівлі. З часом ці ліси деградують та перетворюються на відкриті, порослі рідкою травою та осокою савани, по яким розкидані дерева та кущі. Ці савани відомі як паданг, і їм потрібно багато часу щоб відновитися та знову перетворитися на керангас. Відновлення керангаса шляхом пересадки дерев виявилося неефективним.
Оцінка 2017 року показала, що 6436 км², або 8 % екорегіону, є заповідними територіями. Природоохоронні території включають: Національний парк Кутай, Національний парк Танджунг-Путінг, Національний парк Бетунг-Керіхун, Національний парк озера Сентарум, Національний парк Сабангау, Національний парк Мератус та Національний парк Гунунг-Марас в Індонезії, а також Національний парк Деред-Кріан в Малайзії.